# Bobritzsch-Hilbersdorf
Bobritzsch-Hilbersdorf ist eine Gemeinde im Landkreis Mittelsachsen in Sachsen.

## Geographie
Das Gemeindegebiet von Bobritzsch-Hilbersdorf liegt südwestlich der Landeshauptstadt Dresden sowie östlich der Stadt Freiberg. Das Gemeindegebiet wird von den Flüssen Freiberger Mulde und der Bobritzsch durchflossen.
Nachbargemeinden sind Tharandt, Klingenberg, Frauenstein, Lichtenberg/Erzgeb., Weißenborn/Erzgeb., Freiberg und Halsbrücke.
Zur Gemeinde Bobritzsch-Hilbersdorf gehören die Ortsteile:
- Hilbersdorf

und in Bobritzsch:
- Naundorf
- Niederbobritzsch
- Oberbobritzsch und
- Sohra.

## Geschichte
Bobritzsch-Hilbersdorf ist zum 1. Januar 2012 aus dem Zusammenschluss der Gemeinden Bobritzsch und Hilbersdorf entstanden. Bereits 1994 schlossen sich die bis dahin selbstständigen Gemeinden Naundorf, Niederbobritzsch und Oberbobritzsch mit Sohra zur Gemeinde Bobritzsch zusammen.

## Politik

### Gemeinderat
Seit der Gemeinderatswahl am 9. Juni 2024 mit einer Wahlbeteiligung von 75,6 % verteilen sich die 18 Sitze des Gemeinderates folgendermaßen auf die einzelnen Gruppierungen:
- AfD: 6 Sitze
- Freie Wähler Mittelsachsen: 6 Sitze
- CDU: 5 Sitze
- Linke: 1 Sitz

| Gemeinderat ab 2024Insgesamt 18 Sitze - Linke: 1 - FWM: 6 - CDU: 5 - AfD: 6 | Liste                      | 2024   | 2024   | 2019   | 2019   | 2014   | 2014   |
| Gemeinderat ab 2024Insgesamt 18 Sitze - Linke: 1 - FWM: 6 - CDU: 5 - AfD: 6 | Liste                      | Sitze  | in %   | Sitze  | in %   | Sitze  | in %   |
| Gemeinderat ab 2024Insgesamt 18 Sitze - Linke: 1 - FWM: 6 - CDU: 5 - AfD: 6 | AfD                        | 6      | 34,2   | 4      | 21,7   | –      | –      |
| Gemeinderat ab 2024Insgesamt 18 Sitze - Linke: 1 - FWM: 6 - CDU: 5 - AfD: 6 | Freie Wähler Mittelsachsen | 6      | 34,1   | 7      | 39,8   | 7      | 36,4   |
| Gemeinderat ab 2024Insgesamt 18 Sitze - Linke: 1 - FWM: 6 - CDU: 5 - AfD: 6 | CDU                        | 5      | 26,5   | 6      | 32,3   | 10     | 54,3   |
| Gemeinderat ab 2024Insgesamt 18 Sitze - Linke: 1 - FWM: 6 - CDU: 5 - AfD: 6 | Linke                      | 1      | 5,2    | 1      | 6,3    | 1      | 9,3    |
| Gemeinderat ab 2024Insgesamt 18 Sitze - Linke: 1 - FWM: 6 - CDU: 5 - AfD: 6 | Wahlbeteiligung            | 75,6 % | 75,6 % | 69,6 % | 69,6 % | 57,1 % | 57,1 % |

### Bürgermeister
Erster Bürgermeister der Gemeinde war Volker Haupt (CDU), der sich bei der Bürgermeisterwahl am 25. März 2012 gegen einen Mitbewerber durchsetzte. Bei der nächsten Wahl am 27. Januar 2019 konnte sich René Straßberger (parteilos) gegen zwei Mitbewerber durchsetzen.
| Wahl                                           | Bürgermeister    | Vorschlag | Wahlergebnis (in %) |
| ---------------------------------------------- | ---------------- | --------- | ------------------- |
| 2019                                           | René Straßberger | CDU       | 62,4                |
| 2012                                           | Volker Haupt     | CDU       | 71,2                |
| Neugründung (siehe Bobritzsch und Hilbersdorf) |                  |           |                     |

### Wappen
Blasonierung:
Über einem Wellenschildfuß gespalten; vorn in Silber ein schwarzer Biber, hinten in Silber ein schwarzes Hüttengezähe; Wellenschildfuß durch einen silbernen Wellenstrichbalken geteilt in Blau und Grün, im oberen blauen Teil drei, im unteren grünen Teil zwei silberne, leicht eingebogene Querrauten.
Auf seiner Sitzung am 18. September 2014 fasste der Gemeinderat den Beschluss über das neue Wappen. Das Landratsamt erteilte die Genehmigung zur Wappenführung am 22. Oktober 2014. Das Wappen wurde von Jörg Mantzsch, Magdeburg, gestaltet.

### Partnergemeinden
- Hechthausen, Niedersachsen, seit 1991 (ursprünglich mit Hilbersdorf)[9]
- Niederaichbach, Bayern, seit 1991 (ursprünglich mit Niederbobritzsch)[10]
- Neustetten, Baden-Württemberg, seit 1991 (ursprünglich mit Oberbobritzsch)[11]
- Pilchowice, Polen, seit 2012[12][13]

## Kultur und Sehenswürdigkeiten
- siehe auch: Liste der Kulturdenkmale in Bobritzsch-Hilbersdorf

## Rundwanderweg Bobritzsch
Der Rundwanderweg Bobritzsch ist ein etwa 19 km langer Wanderweg durch die Ortschaften Oberbobritzsch, Sohra und Niederbobritzsch.

## Söhne und Töchter der Gemeinde
- Heinrich Steyer (1834–1887), in Naundorf geborener Landwirt und Politiker
- Philipp Steyer (1839–1907), in Naundorf geborener Landwirt und Politiker
- Ernst Steyer (1842–1900), in Naundorf geborener Landwirt und Politiker
- Hermann Mulert (1879–1950), in Niederbobritzsch geborener Theologe und Hochschullehrer
- Horst Walter (1939–2015), Fußballspieler